# Calobates antichthon
Calobates antichthon är en kvalsterart som beskrevs av Higgins 1966. Calobates antichthon ingår i släktet Calobates och familjen Oripodidae. Inga underarter finns listade.